# Abel Laudonio
Abel Laudonio est un boxeur argentin, né le 30 août 1938 à Buenos Aires et mort dans cette ville le 12 août 2014.

## Carrière
Il participe aux Jeux olympiques d'été de 1960 en combattant dans la catégorie des poids légers et remporte la médaille de bronze.

### Parcours auxJeux olympiques
Jeux olympiques d'été de 1960 à Rome (poids légers) :
- Bat Jozef Tore (Tchécoslovaquie) 5-0
- Bat Dagfinn Ness (Norvège) par arrêt de l'arbitre au premier round
- Bat Vilikton Barannikov (URSS) 5-0
- Perd contre Sandro Lopopolo (Italie) 2-3